# Àngels Fitó Bertran
Àngels Fitó Bertran   (Barcelona, 5 de novembre de 1970) és una professora universitària catalana i, des de l'abril de 2023, rectora de la Universitat Oberta de Catalunya (UOC).

## Trajectòria
Es va doctorar en Ciències Econòmiques a la Universitat de Barcelona i va completar els seus estudis amb un Màster en Direcció Fiscal i Financera de l'Empresa a la mateixa Universitat. Posteriorment fou Directora dels Estudis d'Economia i Empresa de la UOC, (2010-2019), fins que fou nomenada vicerectora de competitivitat i ocupabilitat de la mateixa universitat.
El febrer de 2023 fou proposada com a nova rectora de la UOC, en substitució de Josep A. Planell (2013 – 2023).
És vicedegana del Col·legi d'Economistes de Catalunya i vicepresidenta de l'Associació Catalana de Comptabilitat i Direcció. Forma part del Consell Assessor en Política Econòmica de Catalunya, i ha compaginat la l'activitat acadèmica amb el sector privat, fent assessorament en termes de finances i de gestió. Fa anys que viu a La Garriga.

### Recerca
Com a investigadora, s'ha especialitzat en els processos d'harmonització financera, els sistemes de control de gestió, així com l'impacte de l'aprenentatge a distància.

## Publicacions
Ha publicat diversos llibres, alguns sobre economia, però també diverses novel·les, algunes d'elles premiades:
- Com es valora una empresa? (Editorial UOC, 2014)

- A recer dels taurons en un sofà d’escai (Gregal, 2017)
- Divines Mutacions (ED llibres, 2018)
- Si no ho fas tu, ho faré jo (Pagès, 2021)[6]

També ha col·laborat amb d'altres llibres, com Emprendre en temps de crisi: cap a les noves xarxes de generació de valor (Joan Torrent-Sellens (dir. UOC, 2012), Temas actuales de dirección financiera (Patrícia Crespo), entre d'altres.

## Premis i reconeixements
- 2018 - Premi Manacor de novel·la per Divines Mutacions[7]
- 2021 - Premi de Novel·la Breu Ciutat de Mollerussa per Si no ho fas tu, ho faré jo.[8]